# 사회복무요원

사회복무요원 표지장

사회복무요원(社會服務要員, 영어: Social Service Agent)은 대한민국에서 1995년 1월 1일부터 시행된 대한민국의 전환, 대체복무제도 중 제일 규모가 큰 종류이다. 원래 공익근무요원이라고 불렸으나, 병역법 개정에 따라 2014년 1월 1일부터 사회복무요원으로 명칭이 변경되었다.
2023년부터 신체 등급 4급 보충역 중 현역 복무를 선택한 사람도 희망 시 상근 예비역 소집 대상으로 선발될 수 있게 됐다.다만 현역 전환 신청 후 상근 입대 희망 신청을 하는거라 상근 선발에 떨어지면 현역으로 복무해야 한다.

## 총론
1995년 이전에는 방위병이라는 제도로서 현재 사회복무요원 대상은 그 당시에는 방위병 대상이었다. 이후 방위병 제도가 폐지되면서 공익근무요원 제도가 신설되었다.
2014년부터 공익근무요원이란 단어는 삭제되고, 그 중 행정관서요원은 사회복무요원으로 바뀌고, 공익근무요원 중 국제협력봉사요원과 예술체육요원은 사회복무제도 하에 별도로 독립된다.
사회복무요원의 5일간의 소양교육(4주 간의 기초군사교육 이후 받음)이 2015년 이후부터는 합숙으로 시행된다. 장소는 충청북도 보은군 '사회복무연수센터'이며, 똑같이 5일 간이나 종래 33시간에서 44시간으로 늘어났다.

## 복장
사회복무요원은 대한민국 법원을 제외하고는 대한민국 병무청이 정한 근무복을 입는다. 이는 대한민국 병무청에서 제정하여 전국의 모든 근무지가 동일하다. 허나, 근무지에 따라서 근무복의 착의를 필수 / 선택 / 해제할 수 있다.

## 복무형태
복무기관 및 복무분야에 따라 주간근무, 주야간 근무, 합숙 근무로 나뉘며, 주간근무의 경우 평일 오전 9시~오후 6시까지 근무하게 되며, 주야간 근무는 복무기관장이 사전 협의한 복무스케줄 대로 근무하게 된다.

## 근무 자격과 권한
3주 간의 기초군사교육을 받은 시기를 제외하고는 복무기간 동안 법적으로 민간인 신분으로, 근무중에는 공무수행의 자격이 주어지며, 비리발생소지가 높은 복무분야 또는 근무지에서 1년 이상 근무하여 순환근무가 필요한 경우, 업무가 어려운 분야 또는 근무지에서 1년 이상 근무하여 수행임무의 형평성을 이유로 복무분야의 변경을 요청한 경우, 그 밖의 민원 발생 등으로 순환근무가 필요하다고 인정되는 경우에 근무지를 변경할 수 있다.

## 복무분야
사회복무요원의 복무분야는 투입순서 별로 사회복지, 보건의료, 교육문화, 환경안전, 행정 순으로 분류된다.
| 업무     | 복무분야                                         | 복무기관                                                                            |
| -------- | ------------------------------------------------ | ----------------------------------------------------------------------------------- |
| 사회복지 | 사회복지시설 운영지원                            | 사회복지시설, 보훈요양원, 대한적십자사, 청소년노인장애인 등 관련 공공단체           |
| 사회복지 | 지방자치단체 사회복지 업무 지원                  | 지방자치단체                                                                        |
| 보건의료 | 국민건강 보호증진 업무 지원                      | 국립검역소, 보건소 및 보건지소                                                      |
| 보건의료 | 환자 구호업무 지원                               | 국공립병원, 소방서, 지방의료원, 보훈병원, 적십자병원, 국립대학병원                  |
| 교육문화 | 교과·특기적성 지도 등 학습지원 장애학생 활동지원 | 교육청 및 초·중·고등학교(사립포함), 유치원(사립은 비영리법인이 설립경영하는 유치원) |
| 교육문화 | 문화재관리지원                                   | 궁·능관리소, 지방자치단체                                                           |
| 환경안전 | 환경 보호·감시 지원                              | 산림청, 지방자치단체, 수자원공사, 국립공원관리공단, 시설관리공단(녹지정화 등)       |
| 환경안전 | 재난·안전 관리지원                               | 소방서, 지방자치단체, 해양항만청, 지하철공사, 철도공사, 경찰청                      |
| 행정     | 일반행정지원                                     | 행정기관, 각종 공사·공단, 공공단체, 교육청 및 초·중·고등학교                        |
| 행정     | 행정기관 경비지원                                | 행정기관, 항만공사, 각종 공사 공단                                                  |

사회복지 분야는 대체로 지방자치단체에 소속되어 관내 행정복지센터의 사회복지서비스 업무 지원이나 사회복지시설 운영지원을 위해 각 근무지에 파견 근무하며 환경안전 분야는 대표적으로 지하철이나 저수지, 하수도 등의 시설을 관리하는 업무를 담당한다.

## 휴가, 국외 여행
사회복무요원의 휴가는 총 5가지로서, 연가, 병가, 특별휴가, 청원휴가, 공가이다. 모든 휴가를 합쳐 연 이어 30일 이상 쓴다면 공휴일에도 휴가를 쓴 것으로 간주하며, 국외 여행도 복무기관장의 허락이 있다면 가능하다.

## 징계
복무기관 장에 의해 경고 조치를 내릴 수 있으며, 이 때 1회 당 5일 간 복무 기간이 연장된다. 6회 초과 7회 이상 경고 조치를 받은 경우, 소속 지방 병무청은 해당 지역 검찰청이나 경찰서에 해당 사회복무요원을 병역법 위반 혐의로 고발하여, 수사와 기소 재판을 거쳐 징역 판결을 내려 구치소나 교도소에 가두게 한다. 이 경우 미결 구속기간과 수형 기간은 복무 기간에 산입되지 않는다.

## 다른 역종과 비교
| 구분                    | 현역                                                   | 상근예비역                                                        | 보충역 (사회복무요원 등)                                    |
| ----------------------- | ------------------------------------------------------ | ----------------------------------------------------------------- | ----------------------------------------------------------- |
| 역종                    | 현역. 현역 복무 후 예비역                              | 기초군사교육 때만 현역. 이후 남은 기간은 예비역으로 전역하여 복무 | 보충역으로서 기초군사교육과 소집해제 이후 예비군에서도 동일 |
| 신분                    | 군인                                                   | 군인                                                              | 민간인                                                      |
| 복무기간                | 육군 및 해병 1년 6개월, 해군 1년 8개월, 공군 1년 9개월 | 육군, 해병, 해군 모두 1년 6개월                                   | 사회복무요원 기준 1년 9개월                                 |
| 복무만료 시 예비군 계급 | 병장                                                   | 병장                                                              | 이등병                                                      |
| 복무형태                | 영내생활                                               | 매일 자택 출·퇴근 (보통 주말은 휴식)                              | 매일 자택 출·퇴근 또는 합숙 (주 당 2일은 휴가)              |
| 비고                    | -                                                      | 1995년 1월 1일 시행                                               | 1995년 1월 1일 시행                                         |

## 종류별 복무기간
사회복무요원의 경우 2020년부터 소집된 자는 1년 9개월이나, 상이등급 6급 이상의 군인, 경찰관의 아들, 형제의 1인에 한해서는 본인의 지원에 따라, 현역 대상자라 하여도, 사회복무요원으로 6개월 동안 복무하여 병역을 이행할 수 있다.
그 외에 예술체육요원은 2년 10개월, 공중보건의사, 징병전담의사, 공중방역수의사, 공익법무관은 3년 간 복무한다.

## 교육

### 기초군사교육
사회복무요원으로 소집되면, 육군훈련소나 지역방위사단, 제주방어사령부, 해군교육사령부 등에서 3주 간의 기초군사교육을 받게 되나, 1991년 이후 출생자 중 정신과 질환사유로 신체등위 4급 보충역에 편입된 사람. 1991년 이후 출생자 중 문신 또는 자해로 인한 반흔 등의 사유로 4급 판정을 받은 사람 중 정신과 3급이 포함된 사람, 같은 병명으로 치유기간 6개월이상인 사람기타 부득이한 사유로 교육소집이 곤란하다고 인정되어 교육소집 제외 심사위원회 심사 결과 교육소집 제외 대상자로 결정된 사람, 그 외 이미 사관학교 등에서 퇴교된 경우 퇴교 전에 교육기관에서 받은 군사훈련기간이 기초군사교육 기간을 넘을 때, 현역병 복무 중 보충역에 편입된 사람, 그 밖에 이미 교육소집을 마친 사람은 기초군사교육을 이수하지 않고 사회복무요원으로 복무한다.

### 배치 후 교육
배치 후에 수행되는 교육으로는 소양교육, 직무교육, 보수교육이 있으며, 소양교육과 직무교육은 모든 사회복무요원이 이수하나, 보수교육은 정당한 사유없이 복무를 이탈하거나 근무시 지켜야 할 사항을 위반한 사람을 대상으로 실시한다. 소양교육은 5일 간 각 지방병무청 주관으로 합숙 형태로, 직무교육은 기초군사교육, 소양교육 종료 후에 실시하며, 관계중앙행정기관의 장이 담당직무를 효과적으로 수행할 수 있는 능력을 배양하는데 필요한 직무교육을 실시하여야 하며, 근무지 별 직무교육 중 합숙교육으로서는 유일하게, 대한민국 소방청 소속 사회복무요원은 보직 배치 후 중앙소방학교에서 5일 간 합숙으로 직무교육을 받는다.

## 사회복무요원 제도에 대한 비판

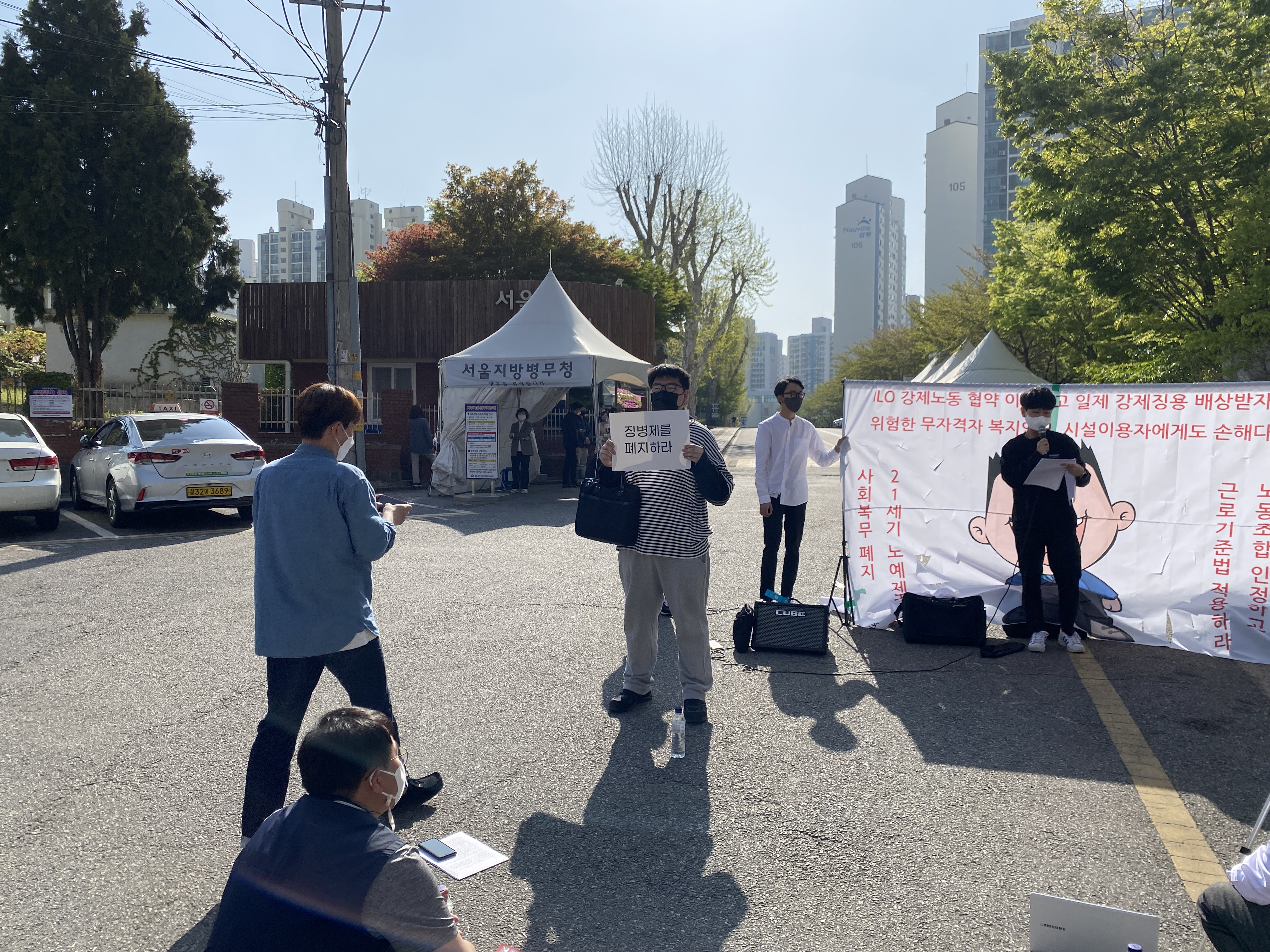
사회복무요원 제도의 문제점과 관련된 시위 중 하나인 굳건이 화형식.(2022년 4월 20일 서울지방병무청 앞)

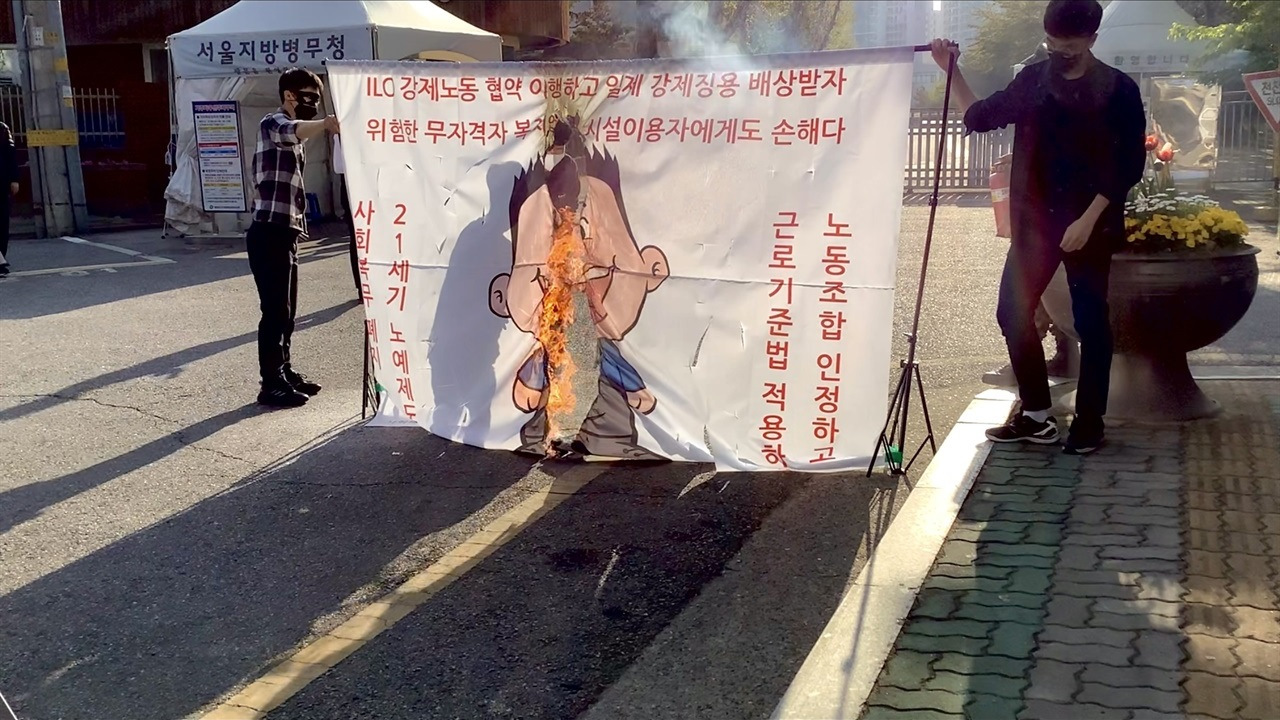
사회복무요원 제도의 문제점과 관련된 시위 중 하나인 굳건이 화형식.(2022년 4월 20일 서울지방병무청 앞)

### 설명
대한민국의 보충역 제도 중 사회복무요원 제도는 현역 복무가 어렵고 적합하지 않은 자를 대상으로 비군사적 업무를 징병제에 의해 강제하는 제도로 국제 노동 기구 제29호 협약(강제노동 협약)에 의하면 "처벌의 위협하에서 강요받았거나 자발적으로 제공하지 않은 모든 노동"에 포함되지 않는 "전적으로 군사적 성격의 작업에 대해서 의무병역법에 따라 강요되는 노동"에 해당하지 않으므로, 강제노동에 해당한다.
사회복무요원 복무대상은 하위 신체등급, 범죄전과에 의한 보충역이 대상으로, 이는 다음과 같다.
- 하위 신체등급 판정자: 병역판정검사 신체등급 4급 판정자
- 전과자: 6개월 이상 1년 6개월 미만의 징역이나 금고의 실형, 1년 이상의 징역이나 금고의 집행유예를 선고받은 자

이 중 신체등급 4급에 의해 보충역으로 처분되어 사회복무요원 대상이 되는 신체특성, 질환, 장애의 기준은 다음과 같다.
- 신체적 특성, 질환, 장애
  - 체중
    - BMI 16 미만의 저체중
    - BMI 35 이상의 고도비만(키 175cm 성인기준으로 체중 108kg 이상. BMI 30에서 34.9 사이의 고도비만은 신체등급 3급에 의한 현역 대상)

  - 수술이 필요한 허리디스크
  - 조기위암이나 조기대장암으로 수술을 받은 경우
  - 기저세포암
- 정신적 특성, 질환, 장애
  - 불안장애, 공황장애, 강박장애 등 신경증(경미한 경우에는 신체등급 3급에 의한 현역 대상이 되는 경우도 있다.)
  - 경계선 지능
  - 고기능의 자폐 스펙트럼
  - 주의력결핍 과잉행동장애, 학습장애(경미한 경우에는 신체등급 3급에 의한 현역 대상이 되는 경우도 있다.)

이러한 신체적, 정신적 문제가 있음에도 의무적인 대체복무(대체복무 소집 시 의무적인 군사훈련이 있음)를 하는 것을 두고 "환자를 학대한다", "장애인 징병", "신체나 정신이 부자유한 사람들을 강제노동 시키고 있다" 등의 비판이 있고, 2021년 10월부터 개정 병역법 시행에 따라 보충역으로 처분된 사회복무요원 대상자가 원하면 현역병 입영이 가능하도록 한 것도 "강제노동 논란을 피하기 위한 꼼수"라는 비판이 있다.
이는 모병제 국가에서는 순수 지원자에 한하여 인원을 충원하는 군 지원자 신체검사 기준에서는 불합격 해당자가 대한민국의 징병제에서는 현역병 복무나 의무적인 대체복무를 해야 하는 것을 말한다.
특정업무의 자격(특수교사 자격, 사회복지사 자격 등)이 없는 자를 사회복무제도에 의하여 특수학교, 복지시설 등에서 복무하게 함으로써 발생하는 문제, 공공기관 등에서 공무원이 사회복무요원에게 자격이 없는 업무(개인정보와 관련된 업무)를 지시, 명령하여 일어나는 문제점으로 발생하는 사회복무요원에 의한 범죄사건도 존재한다. 이는 2018년 서울인강학교(현 서울도솔학교)에서 발생한 사회복무요원에 의한 장애학생 폭행사건을 포함한 특수학교에서의 장애학생 폭행사건, 공공기관에서 사회복무요원에 의한 개인정보 유출로 발생한 2020년 "n번방 사건" 등이다. 이 같은 문제로 "사회복무요원 노동조합"으로 불리는 단체가 2022년 4월 20일 서울지방병무청 앞에서 "굳건이 화형식"으로 불리는 시위를 포함해 사회복무제도의 폐지를 요구하는 시위, 소송을 제기하는 등 폐지를 요구하고 있다.
특히 2022년 4월 20일은 대한민국에서 국제노동기구의 강제노동 협약 발효일이자 장애인의 날(매년 4월 20일)이기도 한 날이다.

### 최저생계비에 현저히 못 미치는 보수
사회복무요원은 자택에서 출퇴근을 함에도 불구하고 최저 생계비에 현저히 못 미치는 보수를 받는데, 최저 생계비 미수급자 신청을 통과시켜서 겸직 허가를 받기 전까지는 수입을 창출하는 근로가 금지되는 문제가 있다. 사회복무요원들에게 계좌로 지급되는 월급은 기본적으로 현역병과 동일하며, 근무한 날에만 실비 개념으로 점심식사비와 교통비를 지급 받는게 전부이다(즉, 근무한 날에도 아침식사비와 저녁식사비는 전혀 지급되지 않는다).
소집된지 2개월 이전인 사회복무요원이 70만원 가량의 월급(중식비+교통비 포함, 2022년 기준)만으로 정상적인 생계를 이어나가는 것은 불가능에 가깝다. 2022년 기준 1인가구의 최저생계비(기준중위소득의 60%)는 1,166,887원이다.
결국 그 생계비용은 고스란히 사회복무요원 본인이 자신의 재산 또는 부모님, 배우자의 재산으로 충당해야한다. 비유하자면, 현역병에게 숙식비용을 내라고 요구하는 것과 마찬가지이다.
즉, 국가가 개인에게 병역의무를 부과해놓고 최저생계비에 한참 못 미치는 월급만 주면서, 병역의무를 이행하는동안 생계유지에 필요한 나머지 재정부담은 사회복무요원의 배우자나 직계혈족(부모)에게 떠맡기고 있다는 것이다. 다시 말하자면, 문제의 핵심은 '사회복무요원들이 현역병들에 비해 얼마나 편한가'가 아니라, 병역의무는 병역의무자와 국가간의 계약인데, 왜 이와 관련 없는 제3자가 병역의무자에 대한 부양 책임을 져야하는가?이다.
경제적 형편이 어려운 사회복무요원들을 위한 겸직허가제가 있다고는 하지만, 이는 경제적 형편이 어려운 사회복무요원들에게 이중노동을 강제하는 것이나 다를 바 없으며, 신체적 장애가 있는 사회복무요원들의 특성상 겸직을 해도 정상적인 생활이 불가능한 경우가 많다.
또한 헌법 재판소에서는 현역병은 군으로부터 의식주를 제공 받으므로 최저 임금 미만의 월급을 줘도 괜찮다는 취지의 판결(2011헌마307)을 내린 바 있는데, 사회복무요원들은 의식주를 제공받지 못함에도 불구하고 최저생계비에 현저히 못미치는 보수를 받고 있다.
이후 2017년 4월에 전 사회복무요원 "이다훈(당시 21세)" 씨가 '현 사회복무요원의 보수 체계는 최저생계비에 현저히 미달하여 평등권, 재산권, 인간다운 생활을 할 권리 등을 침해한다'라는 내용의 헌법소원을 냈고(사건번호 2017헌마374) 대한민국 역사상 최초로 사회복무요원의 보수에 대한 헌법소원이 본안심리(전원재판부)에 회부되었다.

### 사회복무요원 제도 폐지와 ILO핵심협약 29호 및 105호 저촉
유엔산하기관인 국제노동기구(ILO)에 따르면 대한민국의 사회복무요원 제도는 명백한 강제노동에 해당한다. ILO는 징병제 자체는 강제노동이 아니라고 보지만, 산업기능요원, 공익법무관, 공중보건의사 등의 제도를 포함해 군사적 성격이 아닌 작업에 대한 국가적 동원은 강제노동이라고 간주한다. 사회복무요원 제도를 유지하기 위해 한국은 ILO의 강제노동을 금지하는 29·105호 협약에 가입하지 않았고, 국제사회로부터 많은 비판을 받고 있다. 모순적인 부분은 한국이 일본군 위안부, 하시마 섬의 조선인 징용이 강제노동이었다며 비판하는 근거가 바로 29호 협약인데, 정작 한국 정부는 강제 노동 폐지 협약에 가입하지 않고 국민들에게 강제노동을 시키고 있다는 모순이 있다
2019년 5월 30일, 전 사회복무요원 "이다훈(당시 23세)" 씨가 수십여명의 시민들과 함께 헌법재판소 앞에서 사회복무요원 제도 폐지와 ILO핵심협약 105호의 비준을 촉구하는 기자회견을 열고 동시에 사회복무요원 제도에 대한 헌법소원심판을 청구했다.
[기자회견 전문]
-현대판 강제징용, 사회복무요원 제도의 폐지를 촉구합니다.

전현직 사회복무요원 등 50인은 신체적 악조건으로 인해 중노동을 수행할 수 없는 청년들에게 군사적 업무와는 전혀 관계없는 노동을, 병역의무라는 명목 하에 2년간 강제로 수행하도록 하는 사회복무요원 제도의 폐지와 더불어, ILO핵심협약 29호 뿐만 아니라 105호도 함께 비준할 것을 대한민국 정부와 국회에 촉구한다

대한민국 정부와 국회는 1969년에 방위병 제도를 도입하여, 수천억 규모의 국고손실행위가 만연한, 2019년인 오늘날까지 병역제도의 목적과 취지에 부합하지 않게, 군사적 업무와는 전혀 관계없는 노동이 주업무인 ‘사회복무요원 제도’라는 강제노동 제도를 통해, 400만명에 달하는 신체가 불편한 20대 남성들을, 지속적으로 핍박해 왔다.
현재 사회복무요원은 행정관서와 사회복지시설의 업무보조를 위해 투입되고 있다. 행정관서의 공무원과 사회복지시설의 사회복지사 등 본연의 직책을 맡고 있는 자들이 업무보조가 아닌 자신들의 업무 자체를 사회복무요원에게 전가함으로써 사회복무요원 제도가 공무원 등의 직무태만을 조장하고 있는 사례가 상당수 있었고 사회복무요원은 공무원 등의 직무와 관련된 정식 교육을 받지 못하였을 뿐만 아니라 강제로 복무를 하고 있어서, 직업선택에 의해 근로하고 있는 공무원 등과는 달리 직무에 대한 사명감이나 봉사정신이 갖춰질 수 없는 본질적 한계가 있었기 때문에 사회복무요원 제도가 국가발전에 기여하는 것이 아니라 오히려 대한민국의 행정서비스와 복지서비스의 질이 떨어지는 결과를 초래하였다. 이는 결국 이 제도의 도입목적과 취지에 상반되는 결과이다.

정부는 신체 및 정신적 건강상태가 양호한 여성에게는 부과하지 않는 강제노동을, 질병을 앓고 있거나 불우한 환경에 처해있는 남성에게만 부과하고 있다. 이는 현대사회의 보편적인 성관념에 위배되며 건강상태가 좋지 않은 남성에 대한 이러한 핍박행위는 현재 사회적으로 문제되고 있는 남녀간 갈등을 악화시켜 건전한 사회 형성을 방해하고 있다. 뿐만 아니라, 현재 대부분의 사회복무요원들은 정신적 또는 신체적 질병으로 인해 신체등위 4급 판정을 받아 사회복지시설에서 복무하고 있다. 이는 국가가 약자로 하여금 약자를 돌보게 하는 모순적인 행위이며 힘 없는 국민에 대해 저지르는 폭력적인 행위가 아닐 수 없다.
대한민국 정부가 강제로 노역을 부과받은 사회복무요원에게, 최저생계비에 현저히 못 미치는 보수를 지급함으로 인해, 불우한 청년 남성들의 재정을 파탄으로 몰아가고, 생계형 범죄의 양산을 조장하였다. 우리는 잔인하고 불합리한 핍박행위에 대항하고자 2017년부터 지금까지 최저생계비에 현저히 못미치는 사회복무요원의 보수에 대해 헌법소원을 청구하는 등 온갖 노력을 다해왔으나 헌법재판소의 유남석, 서기석, 조용호, 이석태, 이은애, 이종석, 이선애, 이영진, 김기영 재판관은 기득권적 시각에 갇힌 채 해당 사건을 심리하여, 헌법소원이 사회적 약자가 할 수 있는 기본권 수호에 있어서 최후의 보루라는 사실을 외면한채, 파탄 직전인 청년들의 생활을 알고도 방치하였다.

오늘날 우리 20대 남성들의 인권은 기득권 세력의 극단적 이기심과 특정집단의 무차별적 혐오로 인해, 바닥까지 추락하여 인권상실의 위기에 놓여있다. 더욱이, 힘을 합쳐 이 난국을 돌파해야 할 20대 남성 사이에서도, 서로에 대한 오해와 불신으로 인해, 팩트에 근거하지 않은 비난이 자주 발생하고 있다.

이 제도를 도입하고 현재까지 핍박행위를 저지르고 있는 정치권과 정치인의 자제들 중 “결코 적지 않은 숫자”의 사람들이 신체가 정상적임에도 불구하고, 병역면제나 조기전역 등의 방법으로, 헌법에 명시된 병역의무를 수행하지 않고 있다. 그럼에도 불구하고, 이 강제노동제도의 진상을 모르는 많은 사람들은, 사회복무요원들이 국가가 강제노동에 필요한 최저생계비를 지급하지 아니함으로 인해, 사회복무 도중 절도나 흥신소와의 정보거래 같은 생계형 범죄로 징역형을 받은 사건들을 두고 그들을 맹비난하고 있다. 비난받아야 할 대상은 힘없고 착취당하는 20대 남성들이 아니라, 국민들이 위임한 권력을 사적 이익을 위해 남용하고, 가진 것 하나 없는 서민들을 탄압하는 정치권이 되어야 할 것이다.

최근 정부는 강제노동폐지협약인 ILO핵심협약 105호를 비준하지 않겠다고 공언하였다. 국제노동기구의 187개 회원국 중 ILO핵심협약 29호 및 105호를 비준하지 않은 국가는 대한민국을 포함하여 현재 9개국이며 우리나라가 29호 및 105호를 비준하지 않고 있는 이유는 사회복무요원 제도가 협약의 내용에 따르면 강제노동에 해당하기 때문이다. 
작년 12월, EU에서 대한민국 정부에 대해 ILO핵심협약 비준을 위한 정부 간 협의절차를 요청하였고 현재 EU 내부적으로 대한민국의 ILO핵심협약 29호,105호 등 4개 핵심협약 비준을 위해 전문가패널 소집절차를 진행하기로 결정한 외교적 상황에 비추어볼 때, 빠른 시일 내에 비준을 하지 않을 경우에는 우리나라의 대외통상관계에까지 악영향을 미칠 가능성이 크다.

정부는 핵심협약들의 비준에 있어서 105호를 비준하지 않겠다고 공언하였는데, 이는 일제 강제징용 피해당사국인 대한민국이 강제징용의 정당성을 긍정하는 것으로 국제사회에 비칠 우려가 있고, 향후 일본과의 외교관계에서 불리하게 작용할 것이 명백하다. 정부는 105호까지 필수적으로 비준하여, 대한민국의 인권보장국가로서 국제적 위상을 더 이상 추락시키지 말아야 한다. 현재에 이르기까지 약 20년 동안, 정부에서 여러 가지 사유를 들어가며 사회복무요원 제도가 강제노동이 아니라는 주장을 해왔지만, 그때마다 ILO사무국은 이 제도가 협약에 위배된다는 의견서를 보내왔다. 이런 점에서 볼 때, 사회복무요원 제도를 폐지하지 않고는 29호 및 105호의 비준이 불가능하다는 사실은 앞으로도 명백하다

현 정부에서 비준을 위해 사회복무요원 제도의 여러 부분을 수정하여 ILO를 납득시키려는 노력을 하고 있으나 사회복무요원 제도는 명백한 강제노동이며 이 제도를 강제노동이 아닌 것처럼 포장하는 행위는 결국 국제사회를 기만하는 행위이며 대한민국의 대외적 신뢰도 저하에 심각한 우려를 표명한다.

### 정당가입금지, 대선 및 총선에서의 정당대표후보자 선출을 위한 경선투표금지
병역법 제33조 제2항 제2호는 사회복무요원이 정당에 가입하는 것은 물론 정당에서의 정치행위를 제한하고 있어, 사실상 두 가지 선택지(거대정당 2개) 밖에 없는 대선에서 정당의 후보자 선출을 위한 경선투표 참여를 제한하는 것은 사실상 투표를 통해서만 정치의사표명이 가능한 대의민주제 하에서 기본적 참정권을 제한하는 것이다.
원래는 정당뿐만 아니라 기타 정치단체 가입을 금지하고 정치적 행위를 법률로 금지하였으나, 2021년 11월 25일에 헌법재판소는 이 부분만 위헌 결정을 내렸다(사건번호 2019헌마534). 따라서 사회복무요원이 직접적으로 정치에 참여 및 의사발언 행위는 합법적으로 할 수 있게 되었으며, 시민단체 등 정치단체도 창설 및 가입할 수 있게 되었다.

### 사회복무요원 제도에 대한 병무청의 직무태만
병무청은 연간 사회복무요원에게 지급되는 인건비 등 예산 총액도 파악하지 못하고 있다.
병무청에 정보공개를 여러번 청구하였으나 각 복무기관에서 예산을 책정하고 있고, 사회복무요원 제도 운용에 연간 들어가는 예산(혹은 비용)은 파악하지 않고있다는 답변만 돌아왔다.
그러나 중앙정부부처이자 사회복무요원 제도의 주무부처인 병무청이 사회복무요원에게 들어가는 예산조차 파악하지 못하고 있다는 것은, 자신들의 직무를 해태한 것이라고 볼 수 있다. 이처럼 병무청이 사회복무요원 제도에 대한 통계의무를 게을리 함에 따라, 현재 사회복무요원 제도의 유지에 들어가는 비용을 알 수 없는 상태다. 국정감사가 필요한 사안이다.

### 복무기관의 갑질로 인한 사회복무요원 사망사건과 공무원 및 사회복지사 등의 직무태만
2016년 서초 1동 주민센터에서 복무하던 사회복무요원이 2016년 6월 22일 숨진 채 발견됐다. 언론에서는 자살이라고 보도 했으나, 아직 근무지 직원들에 의한 타살인지 스스로 목숨을 끊은 것인지는 규명되지 않은 상태다. 숨진 사회복무요원은 심각한 우울증을 앓고 있었음에도 해당 복무기관의 공무원들이 민원인들을 상대해야 하는 민원업무를 강요했던 것으로 드러났다. 결국, 이 사회복무요원이 스스로 목숨을 끊었다고 하더라도 사실상 근무지 직원들에 의한 "사회적 타살"을 당한 것이라고 봐야한다.
2019년 12월에는 임용된지 1~2개월도 채 되지 않은 공무원이 사회복무요원에게 마스크 3만5천여장을 혼자 분류하라고 지시했다는 사실이 확인되었다.  자신의 직무를 사회복무요원에게 전가한 해당 공무원은 12월 19일  공익근무요원이 일을 안 해 힘들다는 글을 올렸다. 그는 “공익근무요원에게 물건을 봉투에 나눠서 담아달라고 부탁했더니 표정이 굳더라”면서 “일을 하고 나서도 잘못 배분해서 오류가 난 것을 나보고 책임지라며 전가했다”고 말했는데, 그에 대한 반박글로 해당 사회복무요원은 오히려 구청에서 미세먼지 대책으로 마스크 3만5000장이 왔는데 혼자 분류하게 했다며, 그러다 보니 오류가 생길 수밖에 없고 업무 담당자가 아니라 책임질 수 없다고 한 것으로 설명했다. 그는 자신이 작업한 것이라며 쌓여 있는 상자 사진을 글과 함께 올렸다. 이에 ‘갑질 논란’이 일면서 국민신문고와 구청 등에 공무원을 징계하라는 민원이 이어졌다. 논란이 커지자 해당 공무원은 자신이 올린 글을 삭제하고 자필 사과문을 올렸다. 그는 “경솔한 행동이 누군가에게 큰 상처가 되리라 미리 생각하지 못한 점 죄송하다”며 “해당 사회복무요원과는 어느 정도 대화가 잘 마무리됐다. 전적으로 제 행동에 문제가 있었고, 대화를 통해 제가 미처 생각하지 못 했던 잘못된 인식 또한 알게 됐다. 섣부른 생각과 행동을 고쳐 나가겠다”고 밝혔다.

### 사회복무요원 제도의 국제인권규범 미준수와 대외통상관계 문제로의 연결성
이처럼, 사회복무요원들에 대한 공무원, 사회복지사 등 복무기관의 갑질 횡포가 심해지자 사회복무요원 제도의 폐지를 적극적으로 추진하고 있는 "이다훈(24세)" 씨는 즉시 사회복무요원에 대한 갑질을 멈추고 청년 남성들에 대한 강제노동제도를 폐지하라고 정부에 주문했다.
이다훈 씨는 또한  ILO핵심협약 제29호(강제노동 협약), 제87호(결사의 자유와 단결권 보장 협약), 제98호(단결권과 단체교섭권 협약), 제105호(강제노동 폐지협약) 비준노력 부재를 근거로 하여 EU 측이 제기한 한-EU FTA 분쟁해결절차의 마지막 단계인 전문가패널에 2020년 1월 9일자로 의견서(Amicus curiae briefs) 13장 분량을 제출했다.
이다훈 씨는 한국 정부가 ILO핵심협약 29호 및 105호를 비준하기 위한 노력을 이행하지 않고 있다는 것(한-EU FTA에서 한국 정부의 위반사항)을 중점적으로 설명했고,
현 보충역 제도의 현황(복무인원, 급여, 복무형태)과 이 제도가 ILO핵심협약 29호 및 105호와 저촉되는 특성을 상세히 기술했다고 밝혔다.

## 같이 보기
- 공중보건의사 등, 상근예비역, 방위병
- 현역, 예비역, 보충역, 전시근로역, 병역면제
- 사회복무제도, 대한민국 예비군, 대한민국 민방위대
- 징병제, 대한민국의 병역 제도, 징병검사, 모병제, 병역
- 공무원, 대한민국 경찰공무원 및 해양경비안전본부 대원의 계급 목록, 소방관 계급
- 병력에 따른 나라 목록, 군대가 없는 나라 목록
- 체대역(중화민국)
- 강제노동